# Новиков, Александр Васильевич (российский политик)
Александр Васильевич Новиков (род. 13 мая 1951, Мытищи, Московская область) — российский политический деятель, депутат Государственной Думы ФС РФ третьего созыва (1999—2003).

## Биография
Родился в Мытищах. В 1968 году поступил в Хабаровский Политехнический институт. В 1974 году окончил физико-технический факультет Новосибирского электротехнического института (инженерная электрофизика). В 1979 году окончил Московский Государственный Университет (МГУ) им. М. В. Ломоносова. Кандидат технический наук.
С 1974 по 1994 годы проходил службу в Вооруженных силах СССР, в КГБ СССР, в ФСК России. Полковник запаса. С 1994 по 1996 годы — заместитель руководителя Аналитического центра аппарата Госдумы РФ. С 1996 по 1999 годы являлся начальником аппарата фракции ЛДПР в Государственной думе 2 созыва.
С 1996 по 2005 год входил в состав Высшего совета ЛДПР.
В сентябре 2003 года баллотировался на пост главы Башкирии от Либерально-демократической партии России (ЛДПР).

### Депутат государственной думы
В 1999 году баллотировался в Государственную думу 3 созыва от ЛДПР, номер 6 федерального списка партии. Список был аннулирован ЦИКом.
В том же году баллотировался в Государственную думу 3 созыва от «Блока Жириновского» под тем же номером. Избран.
Являлся членом Комиссии ГД по геополитике, членом Комиссии ГД по развитию ипотечного кредитования, был заместителем Председателя Комитета ГД по собственности.
В 2003 году баллотировался в Государственную думу 4 созыва от ЛДПР, номер 1 по Уральской региональной группе федеральный список ЛДПР, но был вычеркнут[кем?] из списка кандидатов.